# 鹿善
鹿善（543年—577年1月20日），字基诞，济阴郡乘氏县（今山东省菏泽市）人，北周官员。

## 生平
武成二年（560年），鹿善补任都督，后出任左侍上士。保定元年（561年），鹿善加帅都督。天和三年（568年），鹿善转任大都督。天和五年（570年），鹿善加使持节、车骑大将军、仪同三司，出任小司金大夫。天和六年（571年），鹿善进位骠骑大将军、开府仪同三司。天和七年（572年），鹿善转任司金大夫，又出任同州总监。建德五年（576年）十二月，周武帝亲征北齐，鹿善跟随出征，十二月庚申（577年1月20日）在并州战死，时年虚岁三十五。周武帝十分哀悼鹿善之死，丧事的礼仪超过制度，赠予鹿善上大将军、金安齐平广沧六州诸军事、六州刺史，追封河内郡开国公，食邑二千户，谥号壯公。开皇十五年岁次乙卯十月丙戌朔廿一日丙午（595年11月28日），鹿善与夫人刘氏合葬于洪渎原。

## 家庭

### 十世祖
- 鹿敷，凉州刺史[2]

### 祖父
- 鹿悆，东魏给事黄门侍郎、梁州刺史、定陶侯[2]

### 父亲
- 鹿僧曉，西魏大丞相府内郎、开府仪同三司、定陶侯[2]

### 夫人
- 弘农刘氏，开府仪同三司、白马公刘猛之女，开皇二年封河内国太夫人，开皇十三年十月十五日（593年11月14日）因病去世，虚岁五十三，葬于大兴县广福里，开皇十五年岁次乙卯十月丙戌朔廿一日丙午（595年11月28日）合葬于洪渎原[2]

### 子女
- 鹿愿，隋朝上大将军、信州总管、河内公[2]
- 鹿裕，唐朝西韩州刺史[2]
- 鹿注[2]